# Rivarolo Canavese
Rivarolo Canavese (piemontesisch Rivareul) ist eine Gemeinde in der italienischen Metropolitanstadt Turin (TO), Region Piemont.

## Lage und Einwohner
Rivarolo Canavese liegt 34 km nördlich von Turin am Orco. Der Ort liegt auf einer Höhe von 304 m über dem Meeresspiegel und hat 12.374 Einwohner (Stand 31. Dezember 2023). Das Gemeindegebiet umfasst eine Fläche von 32 km². Die Gemeinde besteht aus den Ortsteilen Vesignano, Pasquaro, Argentera und Rivarolo Canavese. 
Die Nachbargemeinden sind Castellamonte, Salassa, Ozegna, Favria, Ciconio, Lusigliè, Feletto, Oglianico, Bosconero, Rivarossa und Lombardore.

### Bevölkerungsentwicklung
In den letzten 60 Jahren, seit 1961, ist die Wohnbevölkerung um 50 % gestiegen.

## Geschichte

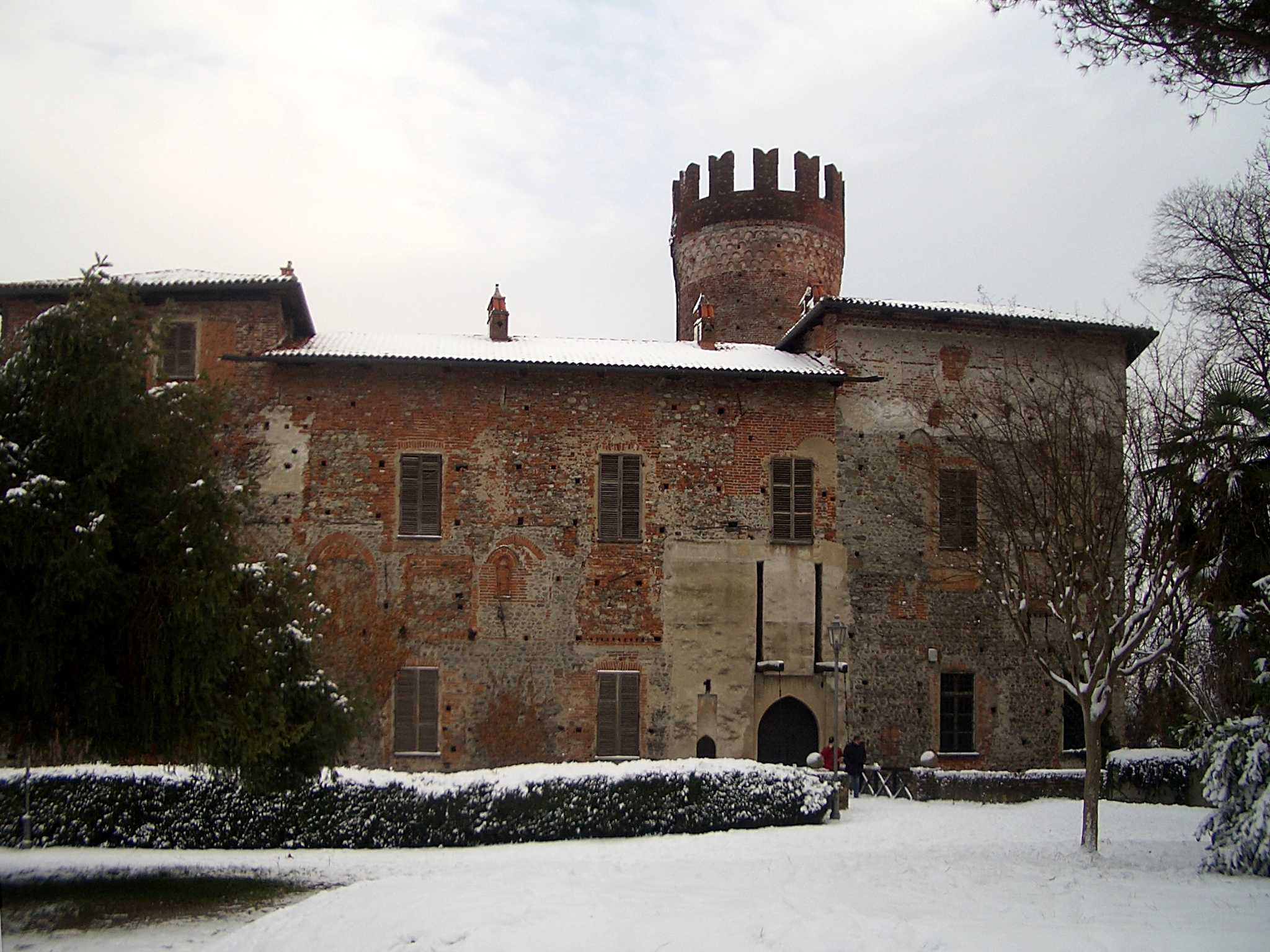
Castello Malgra

Die ältesten Funde stammen aus der späten Römerzeit und bestehen ausschließlich aus Spuren der Jahrhundertwende der umliegenden Landschaft.
Im Jahr 1014 schenkte König Arduin von Ivrea der Abtei von Fruttuaria das Dorf Obiano, das heute zur Gemeinde gehört. Seit dem 13. Jahrhundert hatten sich dort die Grafen von San Martino in der Burg Malgrà niedergelassen und ein Jahrhundert später die Grafen von Valperga. Im Mittelalter war es oft in Kämpfe zwischen den örtlichen Herren, den Markgrafen von Monferrato, den Grafen von Savoyen und den Fürsten von Achaia verwickelt: 1362 wurde es von der Compagnia Bianca del Falco besetzt, die aus erfahrenen Söldnern bestand. Nach dem Frieden von Brétigny gelangte ein Teil des Hundertjährigen Krieges unter der Führung von Alberto Sterz nach Italien, in dem bereits sein zukünftiger und berühmtester Befehlshaber John Hawkwood aktiv war.
Jahrelang kämpften die beiden rivalisierenden Familien San Martino und Valperga untereinander, und aus Verzweiflung über die andauernden Kämpfe baten die Einwohner von Rivarolo das Haus Savoyen um Hilfe. Dank der Vermittlung von Savoyen, die Rivarolo Statuten verliehen, konkrete Symbole der Autonomie und des Wohlstands, die 1571 weiter ausgebaut wurden, erlebte die Stadt eine Zeit des Friedens, in der die Einwohner die Möglichkeit hatten, eine erste kommunale Regierung zu organisieren.
Einer der ersten nachweisbaren Namen der Stadt ist Riparolium, also ein kleiner Ort am Ufer. Tatsächlich wurde Rivarolo auf der rechten Seite des Baches Orco erbaut. Um sich von Städten mit ähnlichem Namen zu unterscheiden, erlaubte ein königlicher Erlass vom 21. Dezember 1862 die Verwendung des Adjektivs Canavese. Im Jahr 1863 wurde der Gemeinde der Titel einer Stadt verliehen. Seit der Nachkriegszeit erlebte Rivarolo eine wichtige Entwicklung in der Region Canavese mit zahlreichen Handels- und Produktionsaktivitäten und war von einer starken Einwanderung betroffen.
Am 24. September 1993 zerstörte eine Überschwemmung die alte Brücke über den Orco.
Im Mai 2012 wurde der Stadtrat vorsorglich wegen des Verdachts der Mafia-Infiltration aufgelöst, nachdem die Ermittlungen „Minotauro“ genannt wurden. Der Ministerrat stimmte der Auflösung nach dem Bericht des Innenministers gemäß Anti-Mafia-Gesetz zu, obwohl kein Mitglied der Verwaltung in ein Strafverfahren im Zusammenhang mit den Ermittlungen verwickelt war.

## Bahnverkehr

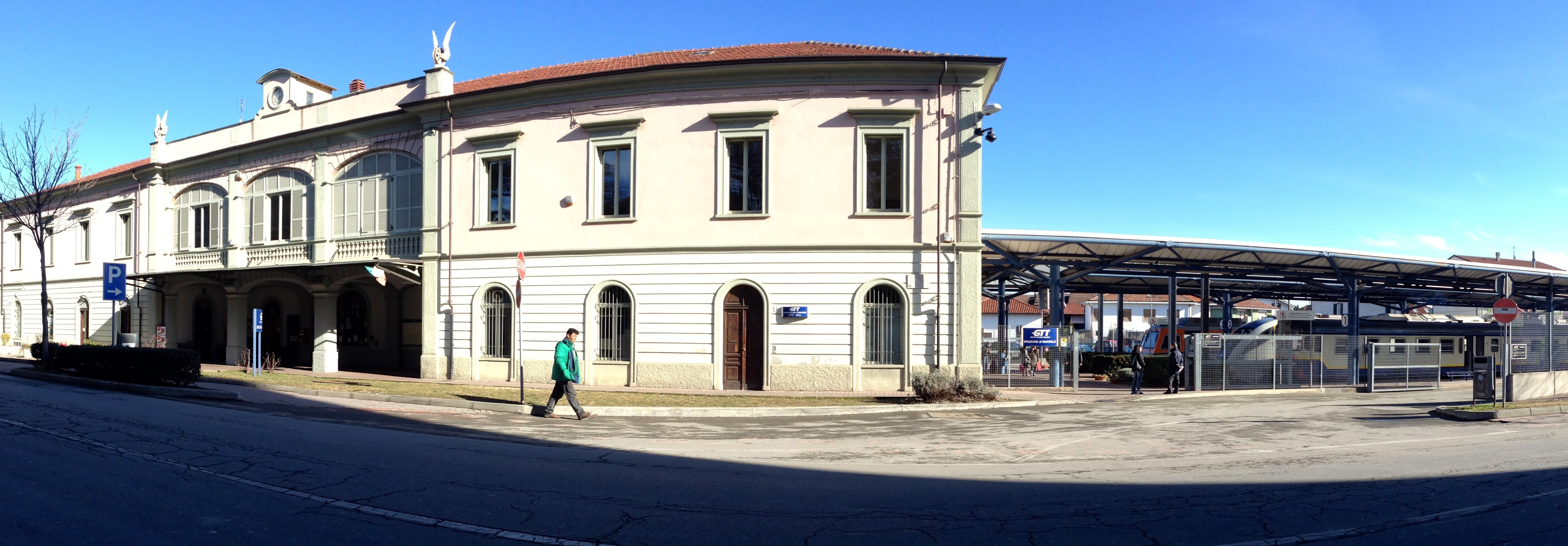
Bahnhof

Der Bahnhof Rivarolo Canavese wird von Regionalzügen bedient, die auf dem Abschnitt der Linie 1 der Turiner Stadtbahn verkehren, die von Trenitalia im Rahmen des mit der Region Piemont geschlossenen Dienstleistungsvertrags betrieben wird. Zwischen 1887 und 1986 war diese Anlage eine Fortsetzungsstation der Eisenbahnlinie Rivarolo-Castellamonte. Von hier aus beginnt die Abzweigung nach Pont-Canavese, die derzeit elektrifiziert wird.
Zwischen 1883 und 1906 gab es auch die Straßenbahn Rivarolo-Cuorgnè, nach deren Stilllegung ein Teil davon weiterhin für den Güterverkehr der örtlichen Produktionsunternehmen in Betrieb blieb.

## Partnergemeinde
- Sunchales, seit 2000

## Persönlichkeiten
- Giovanni De Andrea (1928–2012), römisch-katholischer Bischof und Vizepräsident des Arbeitsamtes des Apostolischen Stuhles
- Giuseppe De Andrea (1930–2016), römisch-katholischer Bischof und emeritierter Diplomat des Apostolischen Stuhls